# Ciudad inteligente

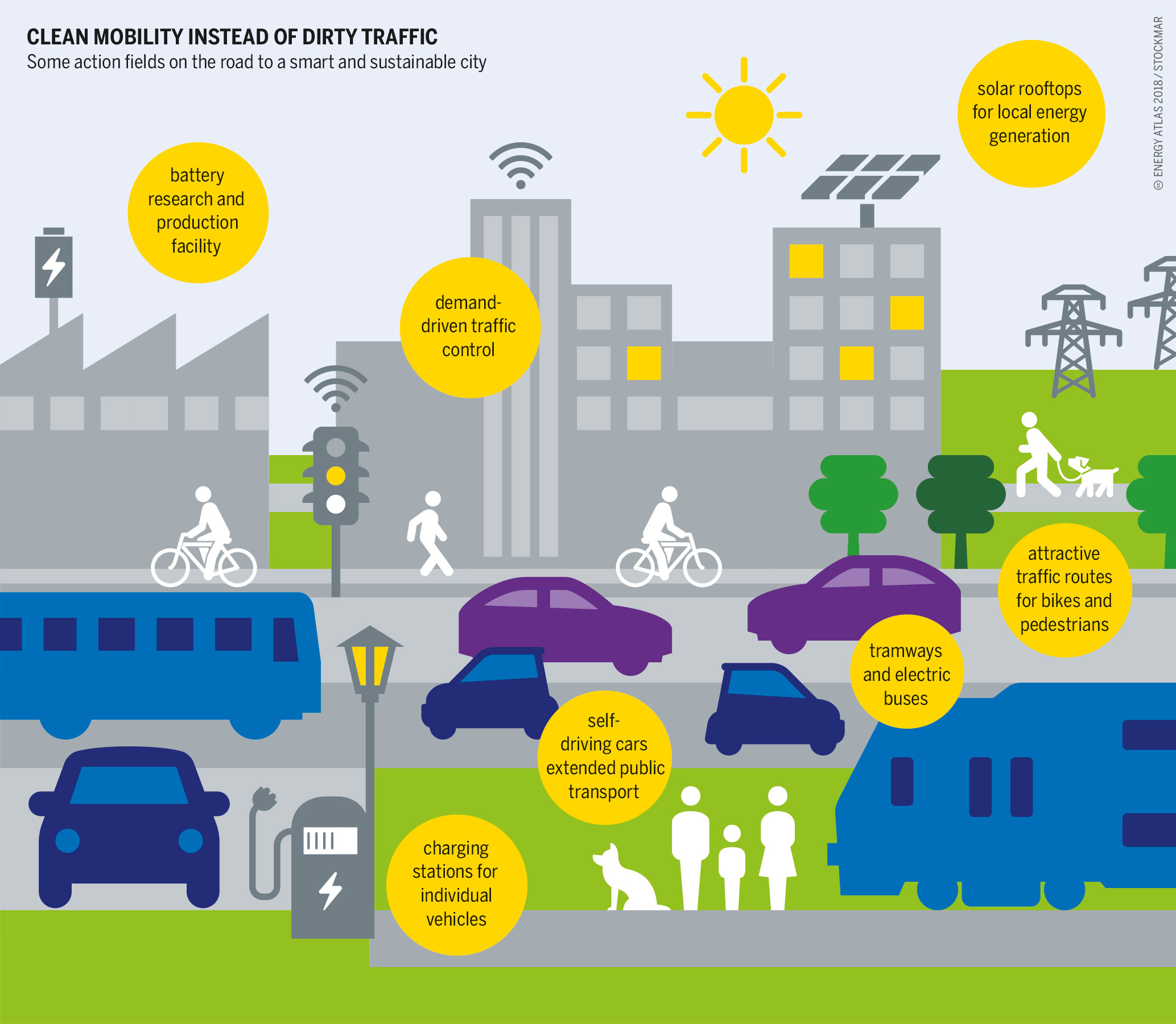
Movilidad inteligente y sostenible

La aplicación del Big Data en el sistema jurídico, junto a técnicas de análisis, es considerada en la actualidad como una de las vías posibles para agilizar la administración de justicia.

La expresión «ciudad inteligente» es la traducción y adaptación del término en idioma inglés «smart city». Es un concepto emergente, y por tanto sus acepciones en español y en otros idiomas, e incluso en el propio idioma inglés, están sujetas a constante revisión. Es también un término actual, que se utiliza como un concepto de marketing en el ámbito empresarial, en relación con políticas de desarrollo, y en lo concerniente a diversas especialidades y temáticas. Las ciudades inteligentes son inteligentes no solo en la forma en que sus gobiernos usan la tecnología, sino también en la forma en que controlan, analizan, planifican y administran la ciudad.
La ciudad inteligente, a veces también llamada ciudad eficiente o ciudad súper-eficiente, se refiere a un tipo de desarrollo urbano basado en la sostenibilidad que es capaz de responder adecuadamente a las necesidades básicas de instituciones, empresas, y de los propios habitantes, tanto en el plano económico, como en los aspectos operativos, sociales y ambientales.
Una ciudad o complejo urbano podrá ser calificado de inteligente en la medida que las inversiones que se realicen en capital humano (educación permanente, enseñanza inicial, enseñanza media y superior, educación de adultos…), en aspectos sociales, en infraestructuras de energía (electricidad, gas), tecnologías de comunicación (electrónica, Internet) e infraestructuras de transporte, contemplen y promuevan una calidad de vida elevada, un desarrollo económico-ambiental durable y sostenible, una gobernanza participativa, una gestión prudente y reflexiva de los recursos naturales, así como un buen aprovechamiento del tiempo de los ciudadanos.
Las ciudades modernas, basadas en infraestructuras eficientes y durables de agua, electricidad, telecomunicaciones, gas, transportes, servicios de urgencia y seguridad, equipamientos públicos, edificaciones inteligentes de oficinas y de residencias, etc., deben orientarse a mejorar el confort de los ciudadanos, siendo cada vez más eficaces y brindando nuevos servicios de calidad, mientras que se respetan al máximo los aspectos ambientales y el uso prudente y en declive de los recursos naturales no renovables.

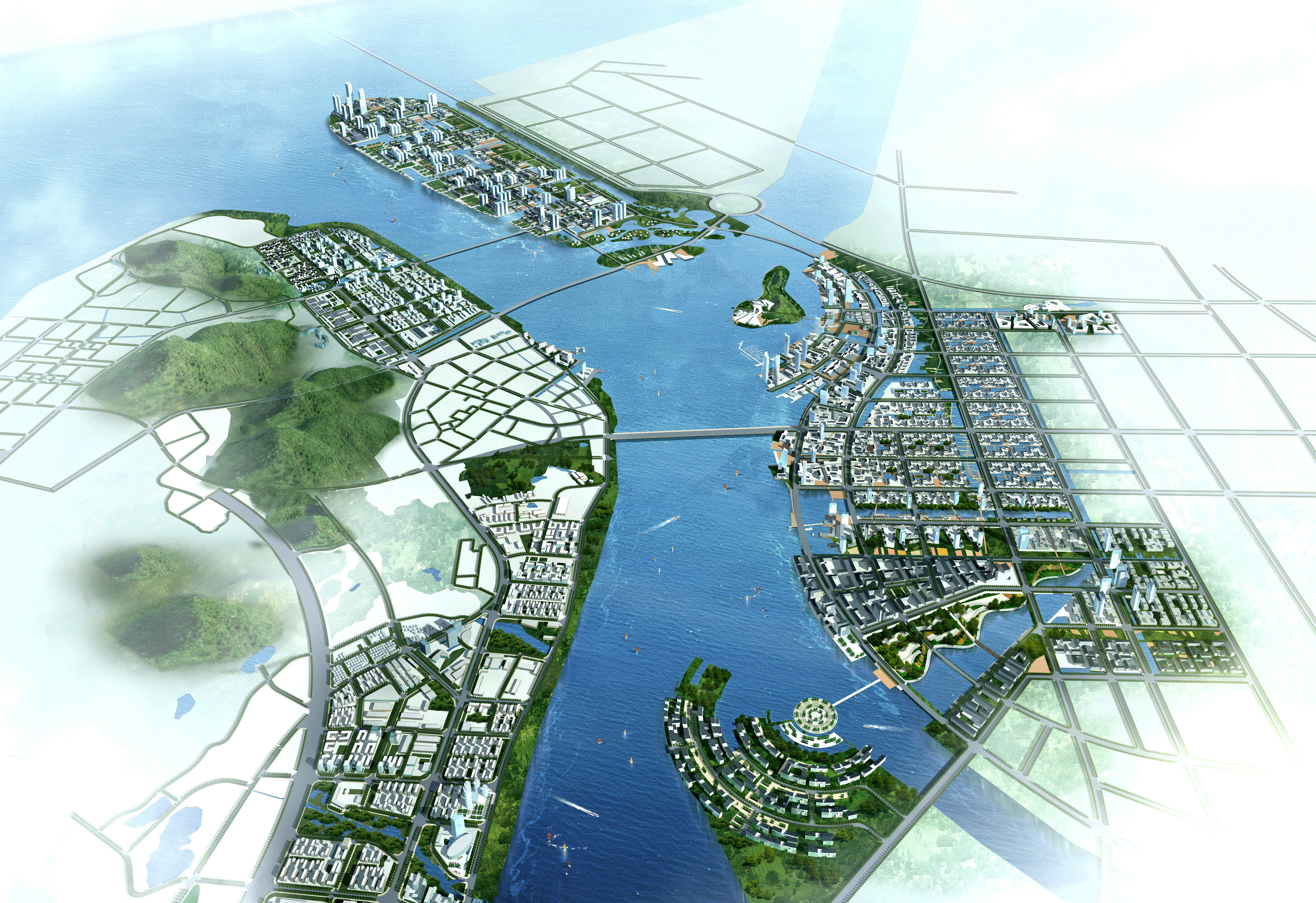
Smart City Nansha, en Cantón, China.

Actualmente, el concepto de ciudad inteligente, o de espacio inteligente, es muy utilizado en marketing por parte de expertos en sociedades comerciales y en aglomeraciones urbanas. Sin embargo, en muchos casos, se pone énfasis en un solo aspecto, lo que en buena medida traiciona el concepto que se intenta desarrollar, que tiene un importante componente holístico e integral.
En efecto, una ciudad o un territorio que se considere inteligente se manifiesta fundamentalmente por su carácter multidimensional y multifacético, en términos de actores, en cuanto a dominios clave (transportes, energía, educación, salud, residuos, vigilancia, economía…), y en desarrollo y utilización de tecnologías. Naturalmente, los principales actores del sector privado implicados en un proyecto como el analizado de ciudad, territorio, barrio o edificio inteligente, son los industriales y empresarios de sectores clave, tales como energía, agua, transportes, y servicios, así como dirigentes de empresas públicas de telecomunicaciones e infraestructuras, editores, proveedores de logística de apoyo a la gestión, así como a la administración y a la consultoría.

## En América Latina
En América Latina, el concepto de ciudad inteligente se ha aplicado en áreas como movilidad, gestión de residuos y participación ciudadana digital. Ciudades como Medellín, Curitiba, Buenos Aires y Santiago han implementado sistemas de movilidad inteligente y data urbana. Además, entidades como el Banco Interamericano de Desarrollo (BID) y el Centro Iberoamericano de Desarrollo Estratégico Urbano (CIDEU) han creado marcos conceptuales para adaptar estas soluciones a contextos de desigualdad y urbanización informal.

## Concepto anglosajón desmart cities
Las bondades de una urbe no dependen solo de la dotación de la misma en cuanto a infraestructuras físicas, servicios y apoyos institucionales, sino que en ello incide cada vez más la disponibilidad y calidad de las comunicaciones, así como de la transmisión del saber, y la dotación en infraestructuras sociales. Entonces podríamos referirnos a ellas como capital administrativa, financiera, comercial, social o  intelectual, según sea el elemento predominante. Estas dos últimas formas son decisivas respecto a la competitividad urbana y sus posibilidades de proporcionar una buena calidad de vida a sus ciudadanos. Sobre estas bases se ha construido el concepto de ciudad inteligente o smart city, introducido como una herramienta para manejar y englobar factores característicos de una zona urbana moderna, y para así poner en valor la importancia creciente de las tecnologías de la información y de la comunicación (NTIC) así como el capital social y medioambiental. La importancia y relevancia creciente de estos dos agregados (el capital social y la calidad ambiental), son suficientes por ellos mismos para diferenciar una ciudad, espacio o territorio inteligente, de aquella o aquel que no lo es, y que en muchos casos agobia a sus residentes con excesivos tiempos dedicados a los desplazamientos, con marcada polución ambiental (aire, agua, suelo y/o acústica). También se distingue a estas ciudades de aquellas que cuentan con cierta especialización pero que no brindan un conjunto diversificado de servicios (véase: Red de ciudades creativas de UNESCO).
En Francia, un estudio llevado a cabo por Markess International en el año 2012, sobre 130 colectividades locales, pone en evidencia los tres aspectos principales y característicos de las ciudades y territorios inteligentes:
- Relación interactiva y móvil entre usuarios: Ante todo, los espacios inteligentes se caracterizan por una buena comunicación e interacción horizontal entre usuarios, que a la vez son grandes consumidores de información en aspectos vinculados a la vida cotidiana y profesional (desplazamientos, consumos energéticos, servicios públicos, eventos sociales y profesionales…) y también productores de información por medio de las redes sociales, los weblogs, y los servicios móviles (expresión de opiniones y calificaciones, enriquecimiento de bases compartidas de conocimiento –similar a Wikipedia–, corresponsabilidad en relación con servicios individuales…).[19]

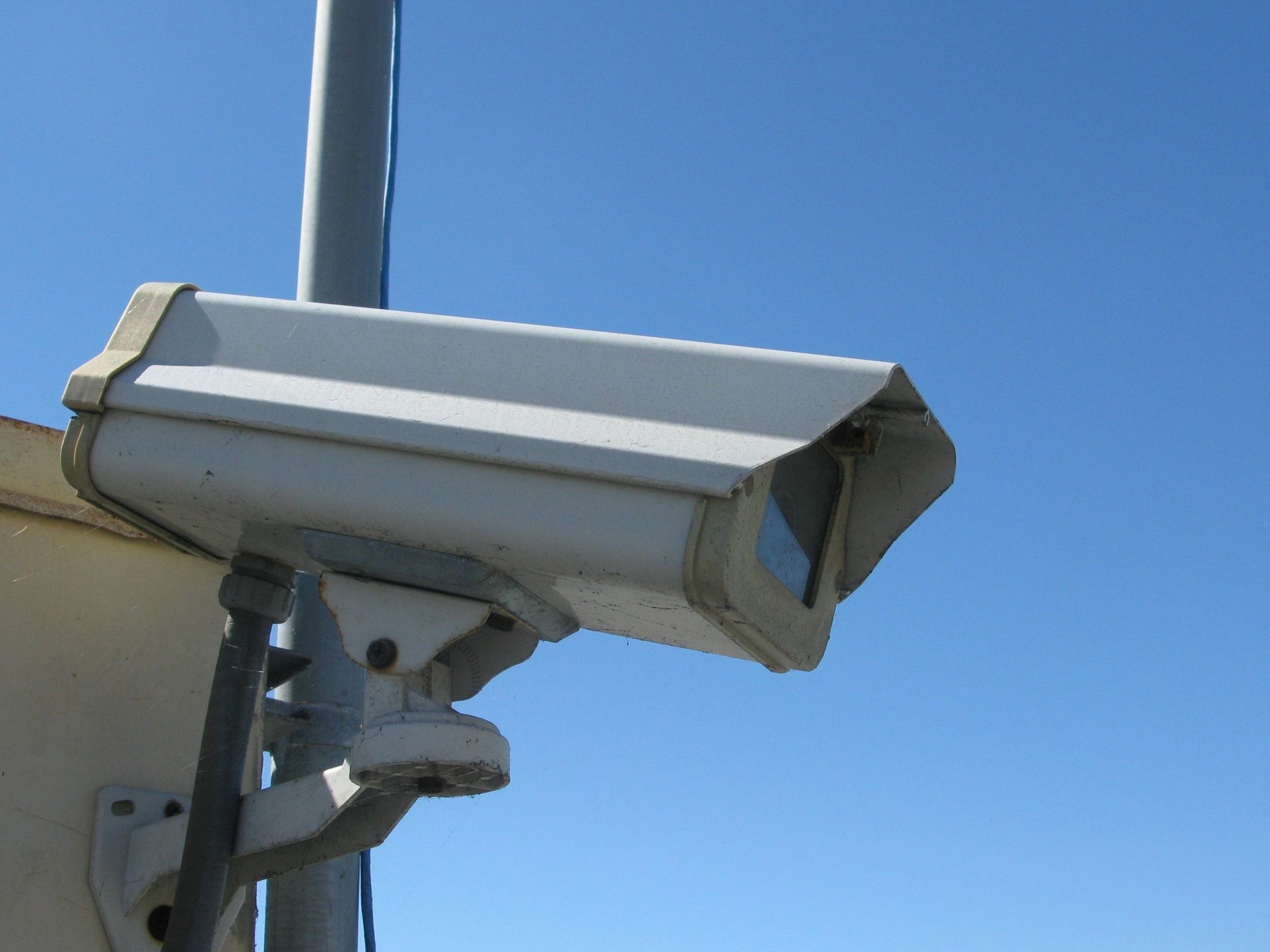
Cámara de seguridad y vigilancia.

- Supervisión optimizada del espacio: Un centro o plataforma con capacidad de intercomunicar al conjunto de objetos y de actores que la componen, gracias a redes de telecomunicaciones (rápidas y con buen ancho de banda), y a la existencia de un conjunto diversificado de captores y de nodos de servicio… El conjunto de esta infraestructura contribuye a una eficiente colecta y distribución de datos, que en particular son necesarios y útiles para la gobernanza del espacio inteligente, así como para el análisis preciso de situaciones que permiten adaptar y compatibilizar recursos con necesidades, y para el estudio/control de los presupuestos a fin de lograr eficiencias, etc.
- Desarrollo y promoción de nuevas formas de cooperación: El carácter inteligente de la marcha de los distintos procedimientos, reside en la capacidad de conducir proyectos transversales que vayan más allá de la lógica, del modus operandi de las colectividades, y de las diferentes competencias por ellas manejadas. Ello favorece una buena dinámica de la concertación, permitiendo asociaciones y articulaciones diversas entre actores públicos o intergubernamentales (comunales, intercomunales, consejeros generales y regionales, agencias de desarrollo nacionales o internacionales…) con actores privados (industriales de los sectores de telecomunicaciones, energía, transporte, sociedades de servicios en el sector informático, empresarios de obra pública, consumidores…), de donde deberían emerger nuevas formas de cooperación y nuevas fuentes de eficiencia, como es la mutualización.

## Definición
En líneas generales, una ciudad se puede definir como inteligente o como inteligentemente eficiente, cuando la inversión social, el capital humano, las comunicaciones, y las infraestructuras, conviven de forma armónica con el desarrollo económico sostenible, apoyándose en el uso y la modernización de nuevas tecnologías (TIC), y dando como resultado una mejor calidad de vida y una gestión prudente de los recursos naturales, a través de la acción participativa y el compromiso de todos los ciudadanos.

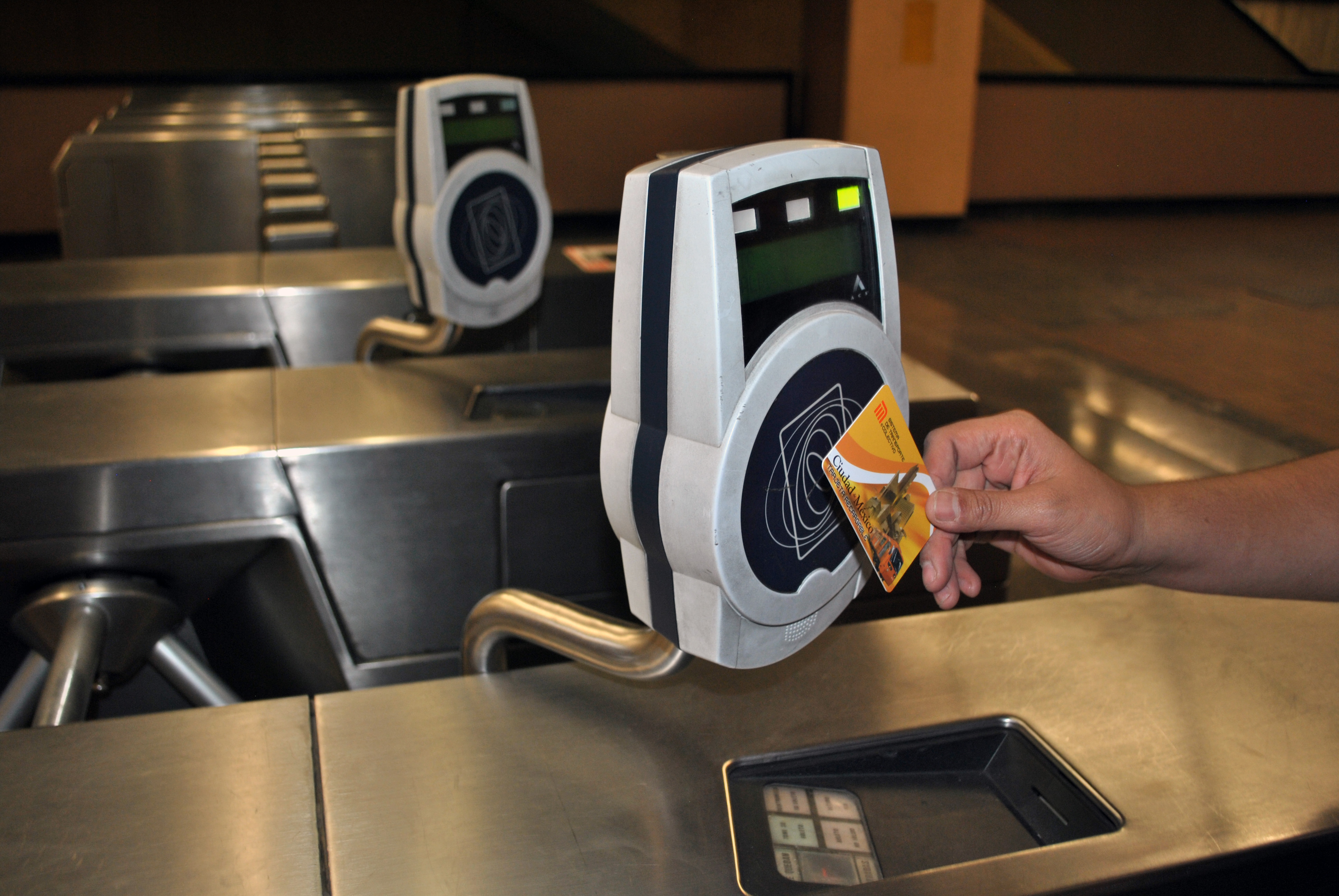
Tarjeta inteligente en un torniquete del Metro de la Ciudad de México.

Desde el punto de vista tecnológico, una ciudad inteligente viene a ser un sistema ecosostenible de gran complejidad (sistema que contiene muchos subsistemas), o sea, un ecosistema global en el que coexisten múltiples procesos íntimamente ligados y que resulta difícil abordar o valorar de forma individualizada.
La IATE (base de datos de referencia de la Unión Europea) enfatiza en relación con este concepto -vinculado con la logística y el conjunto de tecnologías y de procedimientos- que se podría colaborar en la administración y ordenamiento de algunas ciudades, de forma que para el año 2020 se reduzcan las emisiones de gases de efecto invernadero en más del 20 % (en comparación con el año 2010), se aumente un 20 % el uso de energías renovables para la producción de electricidad, calefacción, y climatización, se incremente en un 20 %, la eficacia en el consumo energético por parte de los consumidores finales y se reduzca hasta un 20% el consumo de energías primarias. En definitiva, se apunta a lograr un desarrollo urbano o territorial que mejore activamente la calidad de vida del ciudadano, conciliando y satisfaciendo las necesidades tanto de las empresas e instituciones como de las personas, gracias al uso extendido de las TIC, en comunicación, movilidad, eficiencia energética, y uso sostenible del medio ambiente y recursos naturales.
En la práctica, y a nivel popular, se concibe una Smart City como una ciudad comprometida con su entorno, con elementos arquitectónicos de vanguardia y donde las infraestructuras están dotadas de las soluciones tecnológicas más avanzadas. Una ciudad que facilita la interacción del ciudadano con los diversos elementos institucionales, urbanos, y tecnológicos, haciendo que su vida cotidiana sea más fácil, y permitiendo el acceso a una cultura y una educación que hacen referencia tanto a los aspectos ambientales, como a los elementos culturales e históricos.
El concepto de "smart city" se articula sobre la base de cuatro ideas esenciales:
- Las cuestiones ambientales y las restricciones energéticas;
- La comunicación fluida de los actores entre sí: colectividades, ciudadanos, empresas, instituciones;
- El uso compartido de bienes y servicios, con una activa participación de los usuarios en la concepción de productos, servicios, y modalidades operativas, y renunciando en algunos casos a la propiedad y uso individual;
- La integración de las nuevas tecnologías de la información y de la comunicación, la robótica y los sistemas inteligentes de transporte, que potencian el funcionamiento en red; la modificación de la matriz energética a favor de las energías renovables, y el cambio de comportamiento y usos por parte de los ciudadanos.

Para Rudolf Giffinger, las ciudades inteligentes pueden ser identificadas y clasificadas, según seis criterios principales o dimensiones principales, y dichos criterios son:
- economía,
- movilidad,
- medioambiente,
- habitantes,
- forma de vida,
- administración

Estos seis criterios o aspectos se conectan con las tradicionales teorías regionales y neoclásicas del crecimiento y desarrollo urbano, y respectivamente están basados en la teoría de la competitividad regional, en la economía de los transportes y de las tecnologías de la información y de la comunicación, en los recursos naturales, en el capital humano y social, en la calidad de vida, y en la participación de los ciudadanos en la vida democrática de la ciudad.
Para Jean Bouinot, «la ville intelligente est celle qui sait à la fois attirer et retenir des entreprises employant de la main-d'œuvre hautement qualifiée» (en español: « la ciudad inteligente es la que sabe cómo atraer y retener empresas que emplean mano de obra altamente cualificada»).
Y para Fadela Amara, una ciudad inteligente lo es fundamentalmente a través de la digitalización, utilizando todo el abanico de tecnologías disponibles al servicio de los ciudadanos. Igualmente, una ciudad inteligente debe ser capaz de crear empleos, además de tener un sistema de transportes de alta calidad al servicio de los residentes, para así garantizar una buena y cómoda movilidad. A esta lista también se agregan, hogares saludables y funcionales, un buen sistema sanitario y educativo, y facilidades en materia de ocio y diversión.
Finalmente, Sergio Colado definió en 2013 las Smart Cities como las ciudades capaces de gestionar los recursos y las fuentes de energía de manera óptima, para mejorar la calidad de vida de las personas y del entorno, optimizando los servicios y mejorando su rentabilidad de uso, englobando aspectos sociales, técnicos, políticos y funcionales (Smart City. Hacia la gestión inteligente, 2013).
Las definiciones planteadas varían según el autor consultado, lo que no debe sorprender pues como ya se dijo, el concepto es emergente y dinámico. Por otra parte, se observa que se llama ciudad inteligente a algo que no tiene todas las características enunciadas, que no manifiesta una preocupación notable por el medioambiente, o está lejos de esa componente holística e integral a la que antes se hacía referencia, entonces nos acercaríamos más al concepto de 'ciudad planificada', o 'ciudad digital'. Se entiende este escaso apego a la terminología o una cierta tergiversación debido a intereses comerciales o de tipo político. En muchos casos, las campañas de promoción y propaganda toman al ideal de la ciudad inteligente como atractivo lema publicitario.

### Planteamiento
Un planteamiento como el descrito exige a las ciudades o territorios que aspiren a ser considerados como ‘inteligentes’, la renovación y el mejoramiento constante de las soluciones tecnológicas, con el fin de optimizar sus procedimientos y la calidad de vida en su entorno. Esto nos lleva a un detalle importante: la categoría ‘smart’ no es duradera, es decir, no está asociada a la consecución de una meta específica, sino que implica más bien el compromiso por parte de los distintos agentes involucrados, de abordar un proceso de mejora constante, con un potencial casi infinito, y una meta no menos lejana.

Ser Smart City no es un objetivo en sí mismo. Es un medio para un fin. (… y el camino por el que una ciudad debe) seguir avanzando para ser, cada día más, sinónimo de oportunidades, cohesión y calidad de vida.
Alcaldesa de Madrid Ana Botella, página 3 de su discurso del día 7 de mayo de 2013 (ver referencias externas)

### Contexto Político

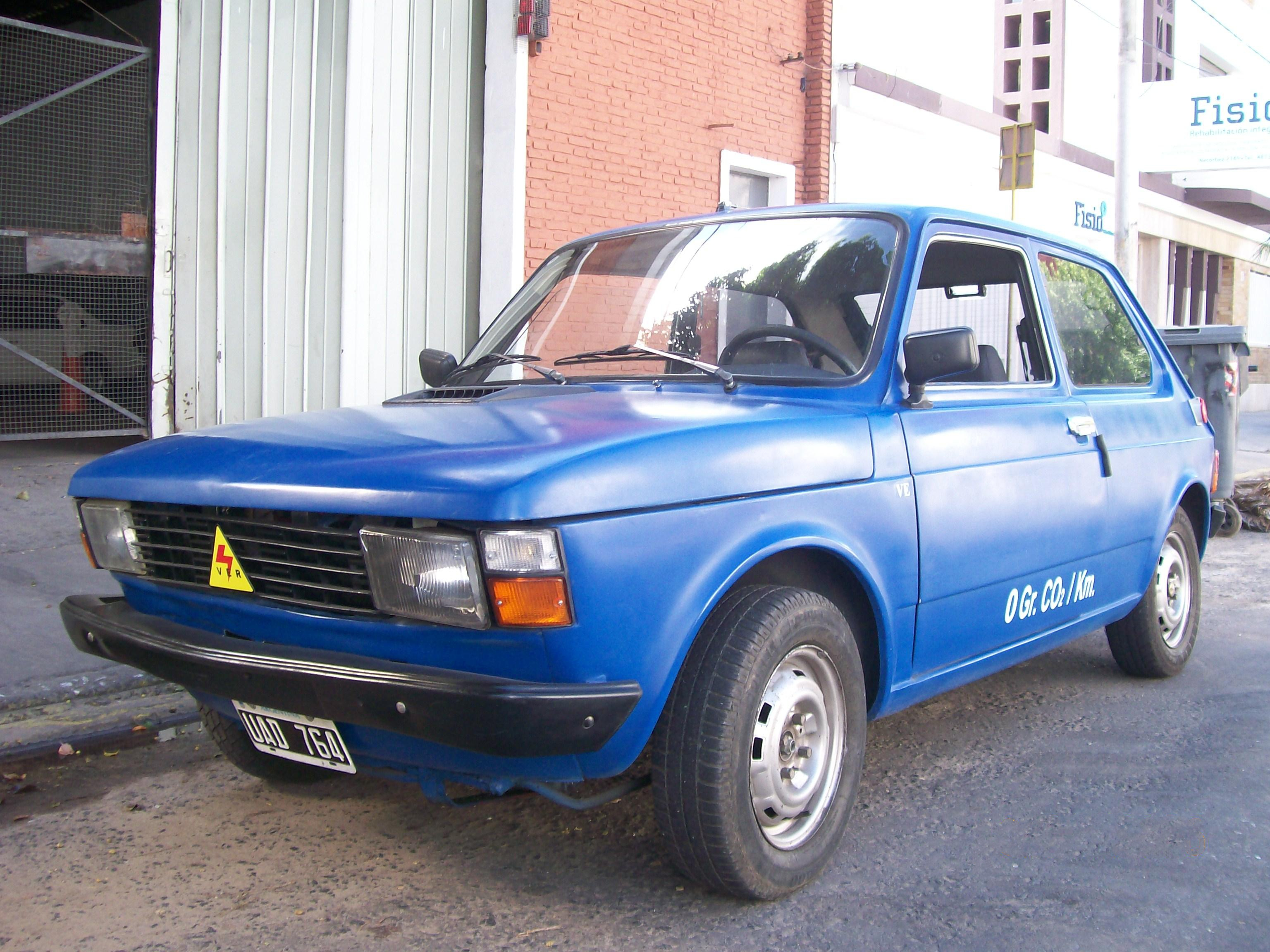
El proyecto para construir un vehículo eléctrico en Rosario (Argentina), comenzó en el año 2007, por las ventajas derivadas de una eventual falta de combustible líquido, una menor contaminación del aire, y una menor producción de CO_{2} (que es el que provoca el efecto invernadero).

El concepto de ciudad inteligente en este aspecto ha sido usado en el proceso de urbanización y ha estado de moda en el campo de la política en los últimos años, con el objetivo entre otras cosas de establecer y marcar una clara distinción entre ciudad digital y ciudad inteligente. Su principal objetivo se centra todavía en la función y modernización de la infraestructura de las TICs, pero mucha investigación también se ha llevado a cabo sobre el papel cumplido por el capital humano, la educación, el capital social y relacional, y el capital de interés ambiental, así como sobre el papel o rol cumplido por los impulsores del crecimiento y del mejoramiento urbano.

### Características
La ciudad  “inteligente”  es todavía un concepto difuso, ya que esta etiqueta se utiliza de diversas formas que no siempre son compatibles entre sí. En esta sección se resumen las características de ciudad inteligente que con mayor frecuencia se repiten en las discusiones sobre el tema.
La etapa que se alcanza en el desarrollo de la infraestructura de las TIC (telefonía móvil y fija, TV por satélite, redes informáticas, comercio electrónico, servicios de Internet), pone en primer plano la idea de una ciudad cableada (con fibra óptica y con la nueva telefonía móvil 5G) como el principal modelo de desarrollo, y de una conectividad cada vez mejorada en calidad y rapidez como fuente de crecimiento.
El papel fundamental se centra en las industrias creativas y de alta tecnología aplicadas al crecimiento urbano a largo plazo. Este factor, junto con la infraestructura de servicios, es especialmente importante.
El enfoque implica el desarrollo urbano integrado basado en multi-actores, multi-sectores, y variadas perspectivas en varios niveles. Esto conduce a un "énfasis subyacente en empresas dirigidas por el desarrollo urbano", y la creación de ciudades favorables a los negocios con el objetivo de atraer nuevos negocios. Los datos muestran que las ciudades orientadas a los negocios están, en efecto, entre las que tienen un rendimiento socio-económico más satisfactorio. Con este fin, las ciudades pueden diseñar parques empresariales con las características de espacios inteligentes: Kochi, Malta, Dubái, son ejemplos.
La capacidad de inteligencia local está intrínsecamente ligada a la de la economía basada en el conocimiento, donde la innovación y la tecnología son los principales motores del crecimiento y de la inteligencia colectiva de la comunidad, que subraya la capacidad y las redes como los principales factores de éxito de una comunidad. Para ello es necesario un paradigma de planificación pertinente para el desarrollo urbano-regional, y una gestión de la innovación, similar al propio concepto de ciudad inteligente.
Mediante el desarrollo de estrategias conjuntas, la ciudad deberá estar basada en la agrupación o accesibilidad a la información y facilidad de movimiento de los mecanismos de innovación de carácter mundial, y mejorando sustancialmente y de forma continua sus sistemas de información interna.

#### Orientación estratégica
La Unión Europea en particular, ha dedicado esfuerzos importantes a la elaboración de una estrategia para lograr un crecimiento urbano con un sentido “inteligente” para sus ciudades metropolitanas.
'The Intelligent Community Forum', por ejemplo, ha investigado y continúa investigando sobre los efectos locales de la revolución de las TIC en todo el mundo. La OCDE y Eurostat junto con el Manual de Oslo destacan como el motor de cambio a la innovación en los sectores de las TIC, y proporcionan un conjunto de herramientas para identificar indicadores coherentes, dando forma así a un marco sólido de análisis para los investigadores sobre innovación urbana. Y a nivel regional, se observa el papel de la infraestructura de comunicaciones como puente para futuros resultados económicos positivos.
La disponibilidad y la calidad de la infraestructura de las TIC no es el único rasgo importante de una ciudad inteligente ni la única característica que ayuda a definir este concepto. Varias definiciones hacen hincapié en el papel del capital humano, la educación, y la capacidad económica para adquirir dispositivos electrónicos. Se ha demostrado, por ejemplo, que las tasas de crecimiento urbano más rápidos se han logrado en las ciudades que disponen de una fuerza laboral con mayor nivel educativo.

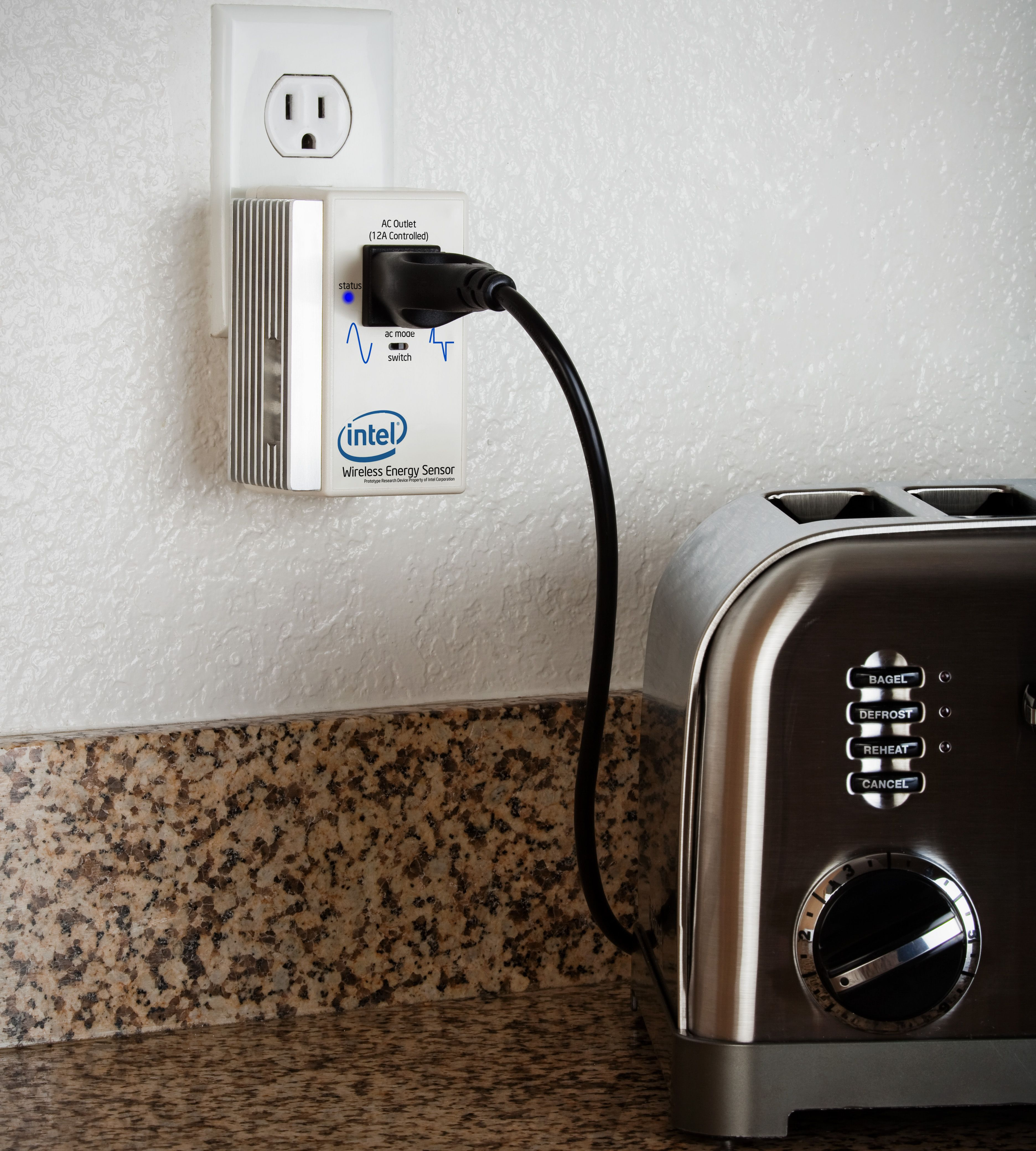
Proyecto piloto que analiza la electricidad usada por luces y otros aparatos en un hogar. Se manejan lecturas de intervalos de un minuto de lo que cada circuito usa.

La innovación en las ciudades es impulsada también por los empresarios innovadores en cuanto a industrias y productos que requieren una mano de obra cada vez más cualificada, para así generar más comodidad y seguridad a los usuarios, con un menor consumo energético. Y no todas las ciudades tienen el mismo éxito en la inversión y en el capital humano, pero una fuerza laboral más educada y calificada es una base sólida.
La tendencia de algunas ciudades a dejarse estar y restar esfuerzos y preocupación respecto del capital humano, ha atraído la atención de investigadores y responsables políticos. Resulta que algunas ciudades, que en el pasado estaban mejor dotadas de una fuerza de trabajo cualificada, han logrado atraer más mano de obra cualificada. Los responsables políticos, y en particular los europeos, atribuyen esta situación a cierta tendencia de los trabajadores más preparados, a sentirse atraídos por contextos urbanos donde se percibe más dinamismo y nivel de competencia y excelencia, tal vez porque allí se sientan más a gusto, y/o porque piensen que allí habrá más posibilidades para ellos en cuanto a sus ingresos y en cuanto a sus respectivas satisfacciones personales y profesionales.

## Redes de sensores para las ciudades inteligentes
Una red de captores sin hilos o red de sensores, refiere a una tecnología específica que ayuda a la implementación de ciudades inteligentes. Su objetivo es el de crear una red de nodos con captores inteligentes, con los que se puedan medir parámetros diversos que ayuden a una mejor gestión del territorio. Todos los datos recogidos son transmitidos en tiempo real, e inmediatamente disponibles tanto para autoridades como para ciudadanos de a pie.

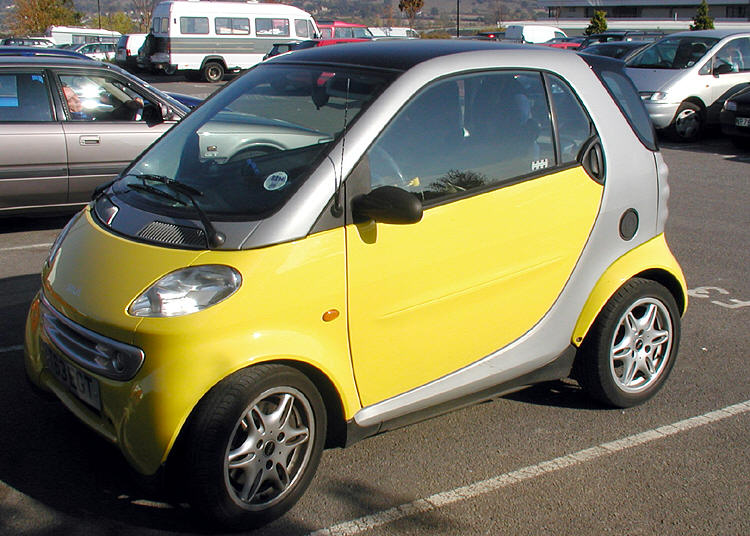
Las economías de energía y de materiales así como el cuidado de la peligrosa contaminación ambiental también debe llegar al automóvil.

Es así por ejemplo, que los ciudadanos podrán supervisar el nivel de polución del aire presente en una determinada calle o en un determinado lugar, o incluso recibir una alerta cuando por ejemplo el nivel de radiaciones sobrepase un determinado límite. Este tipo de sistemas también ofrecerán a las autoridades la posibilidad de optimizar la irrigación de plazas y parques, o la iluminación de ciertas zonas de la ciudad. Además, con este tipo de tecnología, las fugas de agua potable o filtraciones de aguas servidas podrán ser más fácilmente detectadas, así como también se podrán elaborar planos con el estado de la polución sonora sobre el territorio. Igualmente, los contenedores de basura también podrán ser más inteligentes, al tener captores que desencadenen una alarma cuando se encuentren cercanos al límite de su capacidad.
Asimismo, el tráfico en las calles y en las autopistas también podrá ser monitoriado, a efectos por ejemplo de modificar en forma dinámica, la iluminación de las zonas concernidas. Además, tráfico local en búsqueda de estacionamiento podrá ser reducido, gracias a sistemas que detecten los lugares libres más próximos, y gracias también a la aplicación dinámica de peaje de estacionamiento que se ajustaría por demanda; de esta forma, los automovilistas serían informados en tiempo real, y rápidamente podrían estacionar, economizando así tiempo, carburante, y ocupación de vías de circulación. Las consecuencias del uso de sistemas como los que acaban de señalarse, además de los aspectos económicos, tendrán la ventaja de reducir la polución y los embotellamientos, lo que traerá aparejado un mejoramiento de la calidad de vida.

## Críticas
Los principales argumentos que ponen en tela de juicio la utilización de este concepto en el dominio político son:

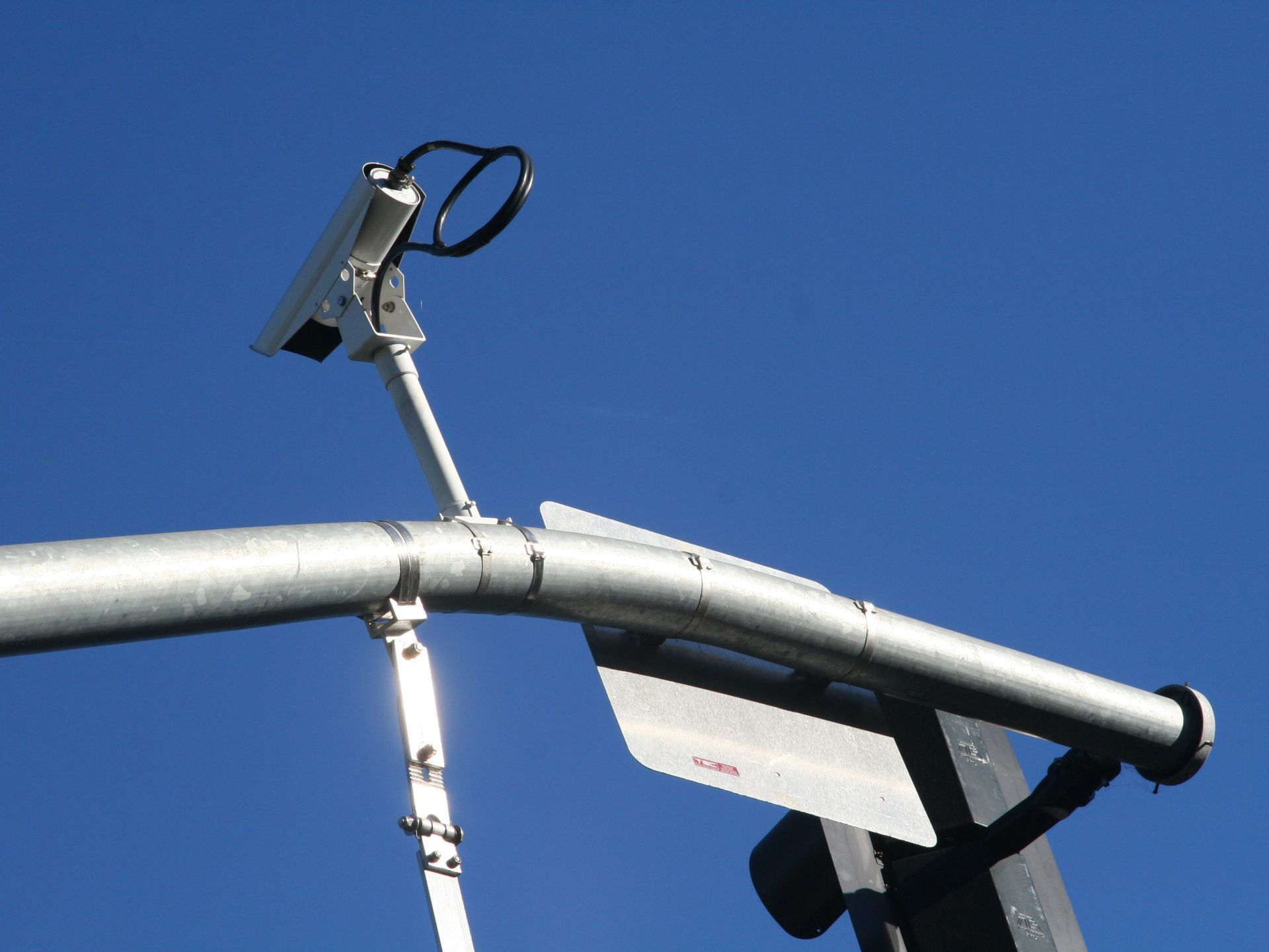
Ciudades y sus sistemas de transporte son cada vez más "inteligentes" con sensores y cámaras HD que hacen capturas masivas de información. Más allá de un empleo proyectado, estos dispositivos también registran datos exhaustivos sobre temperaturas, luminosidad, gases, etc, que hoy día son desechados pues por el momento no hay formas útiles para aplicarlos. Sin duda, con el tiempo, algún uso provechoso se desarrollará, y permitirá a los negocios encontrar un modo de monetizar y rentabilizar todas estas informaciones.

- La toma de un enfoque que priorice intereses estratégicos, puede conducir a ignorar o subvalorar vías alternativas de desarrollo urbano que podrían ser prometedoras.

- Concentrarse particularmente en el concepto de smart city o ciudad inteligente, también podría implicar la subestimación de posibles efectos negativos en cuanto al desarrollo de nuevas infraestructuras tecnológicas en red, que se estime serían necesarias para que una ciudad verdaderamente pudiera transformarse en inteligente en forma plena.[53][54]

- Riesgo de querer imponer soluciones tecnológicas llave en mano a través de paquetes de programas concebidos muchas veces para otras realidades, sin evaluar convenientemente la integración y articulación de las mismas con las existentes, podría conducir al rechazo de la población respecto de los aspectos operativos y/o respecto de algunos efectos colaterales.[55]

También, la idea de espacio urbano de iniciativa comercial ha sido criticada por los riesgos potenciales que se corren cuando se sobre valora los aspectos económicos como un muy importante factor de desarrollo urbano. Entre los varios y posibles modelos de desarrollo, los responsables de las decisiones o de las recomendaciones harán bien de tomar en cuenta las opciones que no consideren únicamente lo relativo a los negocios y al producto bruto que de los mismos se derive.
Dado que los modelos de empresa mayoritariamente están basados en la movilidad del capital, según la crítica seguir a rajatabla alguno de esos modelos podría conducir a algún tipo de inconveniente o de fracaso, especialmente en el largo plazo.

## Ejemplos de «ciudad inteligente» en diferentes regiones

### (A) Proyectos Piloto
- Masdar – Ecociudad "inteligente" en construcción en el desierto de Abu Dabi.

- Lyon – El gran Lyon, en Francia, refuerza su política de desarrollo económico destinado a empresas de todos los tamaños, elaborando una "smart city" estratégica.[56]

- Campus de la USTL (Université de Lille/Villeneuve d'Ascq), en 2013, en asociación con una "Red Urbana Inteligente" (en francés: "Réseaux Urbains Intelligent").[57]

- Proyectos "Smart City" en Angoulême, Besançon, Vigo, y Carros (vídeo en francés:[58]), y proyecto IssyGrid (en Issy-les-Moulineaux) – Lo que principalmente se destaca en estos proyectos es un reforzamiento de la comunicación, de la coordinación, y de la integración.

- Ámsterdam Smart City – Entre otras cosas, una propuesta de la Wageningen_University_and_Research_Centre Wageningen University and Research Centre (WUR)[59] y el MIT, ha sido retenida para el proyecto ‘Amsterdam Metropolitan Solutions’ (AMS)[60] (en español: ‘Soluciones para el área metropolitana de Ámsterdam’ (AMS)) y creación en dicha ciudad de un instituto de tecnología aplicada.[61]

- Cairo Smart Village – Proyecto de ciudad inteligente en Egipto.[62]

- Dubaï[63] Smart City y Dubái Internet City – Parque tecnológico creado por el Gobierno de Dubái como una zona franca y una base estratégica para compañías que apunten a mercados emergentes locales.[64]

- Ciudad de Edimburgo en el plan de valoración y acción[65] para el e-gobierno – Implementación y modernización en conjunción con BT Global Services.[66][67]

- Kochi Smart City – Parque tecnológico, zona económica especial en construcción en Kochi, Kerala (India).

- Malta Smart City – SmartCity de negocios.[68]

- SmartSantander, hoy día probablemente la mayor red de sensores del mundo – Por el momento, 1100 captores sin hilos de la sociedad Libelium[69] han sido instalados, 400 de ellos para medir los lugares de aparcamiento, y 700 para controlar parámetros ambientales tales como el ruido, el monóxido de carbono, la temperatura, o la luz solar.[70]

- El Gobierno municipal de Southampton usa las tarjetas inteligentes como parte de la modernización de algunos servicios, entre ellos, los pases para colectivos o pases de tránsito.[71]

- Yokohama Smart City Project (YSCP) – En una de las ciudades más grandes en Japón, Yokohama, se proyecta construir la siguiente infraestructura de generación energética, para entre otras cosas maximizar la reducción de emisiones de CO2, y estar en la vanguardia en cuanto al sistema social y en cuanto a la protección de la naturaleza.[72]

- Guadalajara, El Valle del Silicio Mexicano. Actualmente se están implementando varios proyectos de gran magnitud, entre los que destacan la Ciudad Creativa Digital y el proyecto seguridad "Escudo Urbano C5" consistente en más de 8,000 cámaras y sensores integrados a una plataforma tecnológica inteligente.

- "Smart City Gran Concepción"  – Un proyecto en la segunda ciudad con mayor cantidad de habitantes de Chile que busca la implementación de metodologías de innovación abierta para el uso de soluciones tecnológicas en los servicios municipales y, a su vez, servir de piloto para un modelo de Smart City en Chile. Comenzó en enero de 2014.[73][74]

- Ohio, Carretera Inteligente[75] - Este proyecto que entrará en funcionamiento para el mes de julio de 2017, contempla colocar sensores a lo largo de las 35 millas de una de las autopistas más importantes de Ohio para recibir datos sobre tráfico, clima y enviarlos directamente las autoridades.
- México, cada día avanza en ofrecer servicios que se están digitalizando para lograr una infraestructura que contribuya al desarrollo de las ciudades inteligentes. Actualmente, más de 7.5 millones de medidores de la Comisión Federal de Electricidad (CFE) son inteligentes.[76]

### (B) Sociedades Comerciales
- Schneider Electric propone ejemplos de proyectos 'Smart City'.[77]
- Wellness Smart Cities proporciona soluciones inteligentes para ciudades, tales como búsqueda de aparcamiento inteligente, sensores de llenado en contenedores de basura, etc.

- IBM en un aspecto de su campaña 'Smarter Planet'[78] –haciendo uso de un nuevo y creciente conjunto de herramientas, y enfatizando la naturaleza inteligente e interconectada de los sistemas urbanos, con el objetivo de conducir hacia un empleo 'más inteligente' de los recursos disponibles– título en inglés: What is a Smarter Planet?: On a Smarter Planet, we want to change the paradigm from react to anticipate.

- Oracle Corporation: "New Smart Cities Solutions Bring Efficiency and Transparency to Local Governments", noviembre de 2009.[79]

- Siemens también usó el concepto de 'ciudad inteligente'[80] en su proyecto 'Smart City'.[81]

- GEOCyL Consultoría Ambiental y Territorial desarrolla el proyecto "Mi ciudad inteligente" Archivado el 11 de noviembre de 2013 en Wayback Machine. de análisis de Smart City españolas. Entienden la ciudad inteligente como un ámbito de confluencia entre la sostenibilidad medioambiental y la ordenación del territorio, al que se introducen la utilización de las nuevas tecnologías.

- Living PlanIT (improving quality of life through technology – proponiendo calidad de vida a través de la tecnología): Una ciudad inteligente pensada desde el principio, un laboratorio urbano pronto para ser construido al norte de Portugal.[82]

- XmartLab una compañía que nace bajo el concepto de ciudades inteligentes, implementando productos de grandes vendors como IBM, pero con una visión realista y preparada para la realidad en Latinoamérica, con especial foco en seguridad urbana y respuesta a emergencias. Con base en Chile, y proyectos en Colombia, Argentina, República Dominicana. (proyectos de video analítica, reconocimiento facial, On Site Emergency Response Team Orchestration, CityAnalytics)

### (C) Proyectos, conferencias, y grupos de investigación
- Metropolitan Solutions, la feria y el congreso más importantes en el mundo referente a Smart Cities / Green Cities y cuenta con el apoyo de organizaciones internacionales como el Banco Mundial (BM), ICLEI (Gobiernos Locales por la Sostenibilidad), Banco Europeo de Inversiones (BEI), etc. Este evento se lleva a cabo en el City Cube de Berlín cada año.

- Smart City Expo World Congress, el evento referente mundial sobre Smart Cities, que congrega anualmente en Barcelona a más de 9.000 visitantes, 3.000 congresistas, y más de 300 ciudades y empresas provenientes de todo el mundo para discutir e intercambiar experiencias y mostrar soluciones relativas a las ciudades inteligentes.
- Smart Cities:[83] Proyecto Interreg.[84]

- Conferencias sobre 'Smart Cities Future'[85] en Salford (Gran Mánchester), para crear conversaciones con un toque en los posibles sesgos en relación con innovación abierta, y efectiva colaboración entre universidades, industria, y gobierno.

- EuropeanSmartCities,[86] proyecto que investigó los motivos por los que ciudades de tamaño mediano, que tienen que enfrentarse con la competición de las metrópolis más grandes, parecen estar no tan bien equipadas en relación con encarar innovaciones e intervenciones inteligentes, en lo que concierne a masa crítica, recursos, y capacidad de organización.

- "Mi ciudad inteligente" Archivado el 11 de noviembre de 2013 en Wayback Machine. es un proyecto de análisis y difusión de las ciudades inteligentes o “Smart City” españolas, que recorrió durante ocho semanas 30 ciudades pertenecientes a la Red Española de Ciudades Inteligentes utilizando un vehículo eléctrico para su movilidad urbana.

- Smart Cities,[87] grupo de investigación en el MIT.

- URENIO, grupo de investigación en la 'Universidad Aristóteles de Salónica', que entre otras cosas profundiza en investigación y planeación en relación con una 'intelligent city'.[88]

- (en inglés) Portugal’s intelligent green city,[89] sitio digital 'The Portugal News Online', 16 de octubre de 2010.
- Civikmind, software libre, gratuito y de código abierto para la gestión de ciudades inteligentes bajo la norma ISO 37120 y orientado a los Objetivos de Desarrollo Sostenible; Esta solución fue realizada por la Smart Cities Community y liberada el 28 de noviembre de 2017.

## Ejemplos de aplicaciones en las ciudades inteligentes (enumeración sinóptica)
- Dispositivos que en tiempo real miden el tráfico sobre diferentes vías, con el fin de informar a los conductores (para mejor elegir su itinerario) y también para facilitar las decisiones públicas (políticas de urbanización, y de trazado y ampliación de vías de circulación).

- Dispositivos que marcan en tiempo real la ocupación de los estacionamientos públicos y de lugares para alquilar autos o bicicletas, para permitir un mejor servicio a los usuarios, y optimizar el uso de los espacios y de los vehículos de transporte.

- Geolocalización en tiempo real de los vehículos de transporte colectivo, lo que permite una estimación fina de las horas de arribo a los distintos lugares, complementado con un afichaje dinámico de esta información en las distintas paradas.

- Dispositivos que miden los niveles de carga de los contenedores de basura, con el fin de optimizar la recolección.

- Medidas de los niveles de polución (CO2, ozono, calidad del agua) en tiempo real, para permitir alertas diferenciadas a la población, y para mejorar las políticas públicas sobre la base de una cartografía dinámica y detallada.

- Medidas en tiempo real de alertas sobre peligros (inundaciones, incendios, tormentas, huracanes), para permitir una mejor respuesta de los servicios de socorro así como la evacuación preventiva de las poblaciones más amenazadas.

- Vídeo-vigilancia urbana.